# رودولفو فالينتي
رودولفو أرابالي فالنتي (من مواليد 8 مارس 1993) هو ممثل برازيلي معروف بشكل أساسي بدوره كـ رافائيل في مسلسل نتفليكس 3%.

## الحياة المهنية
بدأ فالنتي العمل كممثل في سن التاسعة من عمره. ظهر في الإعلانات والأفلام والتلفزيون وعلى المسرح. خضع لتدريب مهني في Studio Beto Silveira وأخذ دورات في المسرح البدني، مثل الكوميديا المرتجلة والمهرج والتمثيل الصامت. لقد مثل في العديد من المسرحيات، مثل (طبيعي بشكل استثنائي) ، (ABC الحب) ، (أين يذهب الظلام عندما نضيء النور) ، (شظايا من ايكوس) ، (كهف التنين) ، (المهرجون الصغار) و (سيارة باوليستا). ظهر على التلفزيون في برامج مثل (مزرعة النسر الأصفر) ، (Ilha Rá-Tim-Bum) ، (السحر الأبدي) ، (وحي) ، (عيونك) و (هؤلاء النساء). لقد كان مشتركًا في مركز Carpintaria do Ator منذ عام 2008. في عام 2011، انضم إلى مدرسة الفنون الدرامية في جامعة ساو باولو.
في عام 2012، انضم رودولفو إلى طاقم عمل مسلسل (قلوب شابة) على شبكة غلوبو ، حيث لعب دور رافائيل، الذي يتعرض للتنمر لأنه يقضي وقته مع الفتيات في الصف، التي يشعر بالتوافق معهن أكثر، لا يحب كرة القدم ويهتم بالأزياء.[بحاجة لمصدر]
في عام 2016، ظهر في المسلسل التلفزيوني "وجه الملاك"، حيث لعب دور ريكاردو، الشاب الرومانسي والعاطفي. في العام نفسه، تم اختياره للمشاركة في "3%"، أول مسلسل أصلي باللغة البرتغالية على نتفليكس وكذلك الأول المنتج في البرازيل، بدور رافائيل.

## قائمة مختارة من أعماله السينمائية

### الأفلام
| سنة  | عنوان            | دور         | الملاحظات |
| ---- | ---------------- | ----------- | --------- |
| 2000 | فلوريستا فيليز   | ماكاكو      |           |
| 2011 | كارو دي باوليستا | رايو دي سول |           |
| 2012 | شابو             | شابو        | قصير      |
| 2013 | أمبارو           | سباح        | قصير      |
| 2018 | 13 انداريس       | نيرو        |           |

## الروابط الخارجية
- رودولفو فالينتي في قاعدة بيانات الأفلام على الإنترنت